# Na tyłach wroga
Na tyłach wroga (ang. Saints and Soldiers, dosłownie „Święci i żołnierze”) – amerykański dramat wojenny z 2003, oparty na prawdziwych wydarzeniach z czasów II wojny światowej.

## Fabuła
Akcja filmu dzieje się w trakcie niemieckiej ofensywy w Ardenach. Niewielkiej grupie (czwórce) wziętych przez Niemców do niewoli żołnierzy amerykańskich udaje się uciec w trakcie masakry jeńców wojennych dokonanej przez oddział Waffen-SS (tzw. Masakra w Malmedy). Uzbrojeni początkowo tylko w jeden karabin, ukrywają się w zamarzniętym lesie i planują doczekać spokojnie w jakimś bezpiecznym miejscu przesunięcia frontu. Unikają Niemców, kryją się w stodołach i piwnicach. Natykają się na brytyjskiego pilota, którego samolot został zestrzelony w trakcie fotografowania pozycji wojsk niemieckich. Musi on jak najszybciej skontaktować się z dowództwem, by przekazać informacje, które mogą zapobiec śmierci wielu alianckich żołnierzy. Od teraz w piątkę desperacko usiłują przedrzeć się do własnych linii, odległych o ponad 30 kilometrów, zmagając się po drodze z wrogiem, mrozem, głodem i narastającymi konfliktami wewnątrz grupy.

## Obsada
- Corbin Allred jako kapral Nathan „Deacon” Greer
- Alexander Polinsky jako szeregowiec Steven Gould
- Kirby Heyborne jako starszy Sierżant Oberon Winley
- Larry Bagby jako szeregowiec Shirley „Shirl” Kendrick
- Peter Holden jako sierżant sztabowy Gordon „Gundy” Gunderson
- Ethan Vincent jako Rudolph Gertz
- Melinda Renee jako Catherine Theary
- Ruby Chase O’Neil jako Sophie Theary
- Curt Doussett jako niemiecki żołnierz Waffen-SS